# Нова Вас (Бртонигла)
Нова Вас (хорв. Nova Vas) — населений пункт у Хорватії, в Істрійській жупанії у складі громади Бртонигла.

## Населення
Населення за даними перепису 2011 року становило 359 осіб.
Динаміка чисельності населення поселення:

## Клімат
Середня річна температура становить 13,62 °C, середня максимальна – 27,17 °C, а середня мінімальна – -0,90 °C. Середня річна кількість опадів – 938 мм.
| Клімат поселення                              | Клімат поселення | Клімат поселення | Клімат поселення | Клімат поселення | Клімат поселення | Клімат поселення | Клімат поселення | Клімат поселення | Клімат поселення | Клімат поселення | Клімат поселення | Клімат поселення | Клімат поселення |
| Показник                                      | Січ.             | Лют.             | Бер.             | Квіт.            | Трав.            | Черв.            | Лип.             | Серп.            | Вер.             | Жовт.            | Лист.            | Груд.            |                  |
| Середній максимум, °C                         | 9,74             | 10,87            | 14,05            | 17,41            | 22,62            | 26,41            | 27,17            | 27,03            | 22,42            | 17,72            | 12,58            | 8,96             |                  |
| Середня температура, °C                       | 4,42             | 5,55             | 8,74             | 12,09            | 17,30            | 21,10            | 23,56            | 23,40            | 18,81            | 14,11            | 8,97             | 5,34             |                  |
| Середній мінімум, °C                          | −0,9             | 0,24             | 3,42             | 6,78             | 11,99            | 15,77            | 19,95            | 19,81            | 15,20            | 10,50            | 5,36             | 1,73             |                  |
| Норма опадів, мм                              | 64               | 52               | 65               | 74               | 74               | 84               | 57               | 83               | 97               | 107              | 100              | 81               |                  |
| Середньомісячна швидкість вітру, м/с          | 2.12             | 2.36             | 2.46             | 2.46             | 2.23             | 2.16             | 2.14             | 2.10             | 2.12             | 2.32             | 2.38             | 2.26             |                  |
| Середньомісячна сонячна радіація, кДж/м²·день | 4401             | 7393             | 10689            | 15231            | 19298            | 21163            | 22131            | 18955            | 13961            | 8957             | 4908             | 3729             |                  |
| --------------------------------------------- | ---------------- | ---------------- | ---------------- | ---------------- | ---------------- | ---------------- | ---------------- | ---------------- | ---------------- | ---------------- | ---------------- | ---------------- | ---------------- |
| Джерело:                                      |                  |                  |                  |                  |                  |                  |                  |                  |                  |                  |                  |                  |                  |